# Julien Flegenheimer
Jules Jacques Flegenheimer (Genève, 25 april 1880 - aldaar, 1 oktober 1938) was een Zwitsers architect. Hij was een van de architecten van het Palais des Nations in zijn geboortestad Genève.

## Biografie

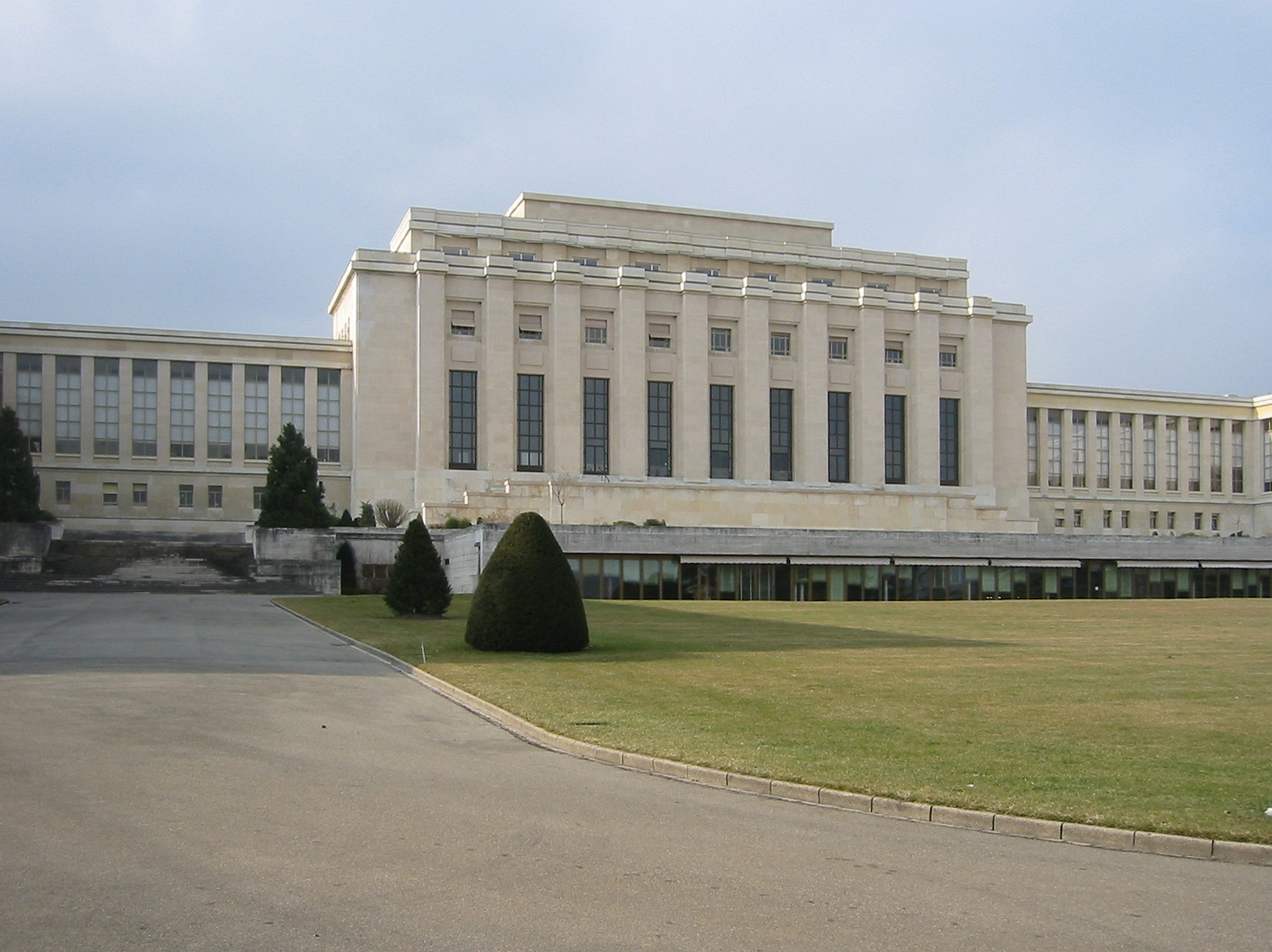
Het Palais des Nations in Genève.

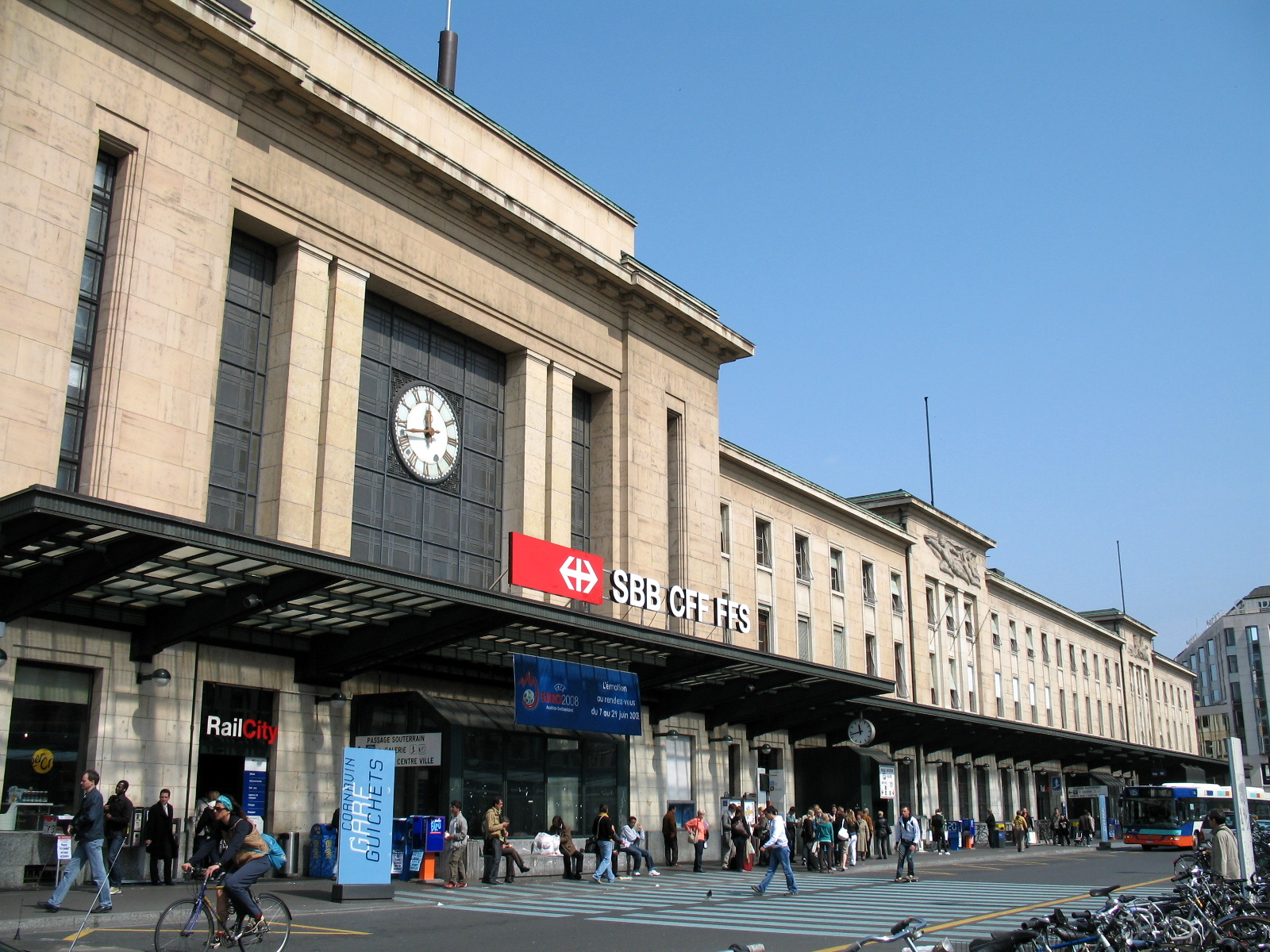
Het station Genève-Cornavin.

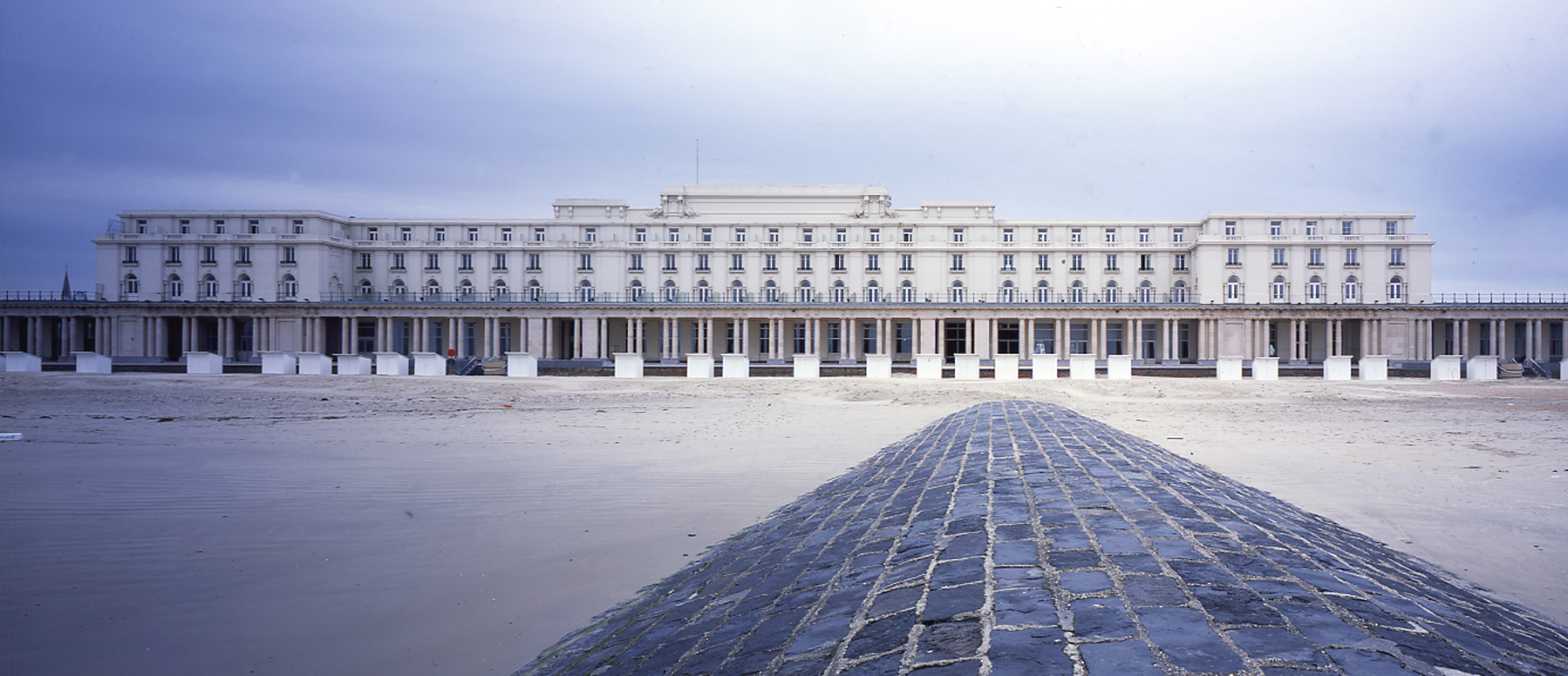
Het Thermae Palace Hotel in Oostende.

Flegenheimer was een zoon van Gerson Flegenheimer, die handelaar was, en van Hélène Nordmann. Hij was een neef van Edmond Fleg.
Flegenheimer werkte studies af in de rechten en de letteren in Genève en studeerde aan de Eidgenössische Technische Hochschule in Zürich en in Parijs (1897-1903), waar hij verbonden was aan het atelier van Odilon Redon.
Als associé van Henri-Paul Nénot bouwde Flegenheimer verscheidene gebouwen in Parijs, kerken, grote winkels (zoals de Nouvelles Galeries Tietz in Straatsburg) en een reeks villa's en een hotel in Beauvallon (Azurenkust; 1910). Hij was ook actief in de restauratie van gebouwen, zoals bijvoorbeeld het kasteel van Caprarola nabij Rome.
In 1920 opende Flegenheimer een architectenbureau in Genève. Hij was er verantwoordelijk voor een project in de wijk Corraterie, het Franse oorlogsmonument in Genève (1924), de decoratie van de bioscoop Alhambra (1926) en het nieuwe Cornavin-station (1927-1932). Hij was een van de architecten van het Palais des Nations van de Volkenbond (1927-1937) en het Thermae Palace Hotel in Oostende. Verder was hij tevens auteur van stedenbouwkundige projecten, zoals bijvoorbeeld het uitbreidingsplan van Antwerpen (1933). Ridder van het Legioen van Eer.

## Onderscheidingen
- Ridder in het Legioen van Eer.